# Partito Comunista dell'Estonia
Il Partito Comunista dell'Estonia (in estone: Eestimaa Kommunistlik Partei; in russo: Коммунистическая партия Эстонии) fu un partito politico estone fondato nel 1920; dal 1940 costituì la sezione di livello federale del Partito Comunista dell'Unione Sovietica nella Repubblica Socialista Sovietica Estone.
Il 25 marzo 1990, nel corso del suo XX congresso, il partito proclamò la propria indipendenza dal PCUS; in contrasto con tale decisione, una componente rifondò il Partito Comunista dell'Estonia, che operò fino all'agosto 1991. Il 18 dicembre 1990, lo storico EKP fu ufficialmente registrato e, nel 1992, si trasformò in Partito Democratico Estone del Lavoro (poi Partito della Sinistra Estone).

## Primi segretari
- Karl Säre (28 agosto 1940-1943)
- Nikolai Karotamm (1943-aprile 1950)
- Johannes Käbin (26 marzo 1950-26 luglio 1978)
- Karl Vaino (26 luglio 1978-16 giugno 1988)
- Vaino Väljas (16 giugno 1988-aprile 1990)